# 루이스 폰시
루이스 알폰소 로드리게스 로페스세페로(스페인어: Luis Alfonso Rodríguez López-Cepero, 1978년 4월 15일 ~ )는 루이스 폰시(스페인어: Luis Fonsi)라는 예명으로 활동 중인 푸에르토리코의 가수, 작곡가, 배우이다. 2017년을 대표하는 히트곡인 "Despacito"를 부른 가수로 알려져 있으며 해당곡으로 빌보드 핫 100 차트에서 16주 1위를 차지하였다.

## 음반 목록

#### 정규
- Comenzaré (1998)
- Eterno (2000)
- Amor Secreto (2002)
- Abrazar la vida (2003)
- Paso a Paso (2005)
- Palabras del Silencio (2008)
- Tierra Firme (2011)
- 8 (2014)
- Despacito(2017)

### 컴필레이션
- Remixes (2001)
- Fight the Feeling (2002)
- Éxitos 98:06 (2006)
- Romances (2013)